# Ankylopteryx lii
Ankylopteryx lii är en insektsart som beskrevs av C.-k. Yang 1987. Ankylopteryx lii ingår i släktet Ankylopteryx och familjen guldögonsländor. Inga underarter finns listade i Catalogue of Life.